# Enllaç C-O
Els compostos d'organooxigen (o compostos orgànics de l'oxigen) són compostos químics que contenen un enllaç químic entre carboni (C) i oxigen (O) (enllaç C-O).
La química de l'organooxigen és la ciència corresponent que explora les propietats, l'estructura i la reactivitat d'aquests compostos.Un enllaç carboni-oxigen és un enllaç covalent polar entre carboni i oxigen.
L'oxigen té 6 electrons de valència i prefereix compartir dos electrons en enllaç amb el carboni, deixant els 4 electrons no enllaçants en 2 parells solitaris :O: o compartir dos parells d'electrons per formar el grup funcional carbonil =O: .Representants simples d'aquests dos tipus d'enllaç són el _OH en alcohols com l'etanol en begudes i combustibles, i el C=O en cetones (així com molts altres compostos carbonílics relacionats).

## Electronegativitats i longituds d'enllaç
L'enllaç C-O està fortament polaritzat cap a l'oxigen (l'electronegativitat del C és de 2,55 i de l'O és de 3,44). Les longituds d'enllaç dels enllaços C-O parafínics estan en el rang de 143 pm, menor que les dels enllaços C-N o C-C. Els enllaços simples escurçats es troben amb els àcids carboxílics (136 pm) a causa del caràcter de doble enllaç parcial, i els enllaços allargats es troben en els epòxids (147 pm). La força de l'enllaç C–O també és més gran que la del C-N o C-C; per exemple, les forces d'enllaç són 91 quilocalories (380 kJ)/mol (a 298 K) en metanol, 87 quilocalories (360 kJ)/mol en metilamina i 88 quilocalories (370 kJ)/mol en età.
El carboni i l'oxigen formen dobles enllaços terminals en grups funcionals coneguts col·lectivament com a compostos carbonílics als quals pertanyen compostos com cetones, èsters, àcids carboxílics i molts més. Els enllaços interns C=O es troben en ions d'oxidani carregats positivament. En els furans, l'àtom d'oxigen contribueix a la deslocalització d'electrons pi mitjançant el seu orbital p ple i, per tant, els furans són aromàtics. La longitud d'enllaç dels enllaços C=O és d'uns 123 pm en els compostos carbonílics. La longitud de l'enllaç C=O en el diòxid de carboni és de 116 pm. Els enllaços C=O dels halurs d'acil tenen caràcter parcial de triple enllaç i, per tant, són molt curts: 117 pm.
Els compostos amb triples enllaços formals C ≡O no existeixen excepte el monòxid de carboni, que té un enllaç molt curt i fort (112,8 pm). Aquests enllaços triples tenen una energia d'enllaç molt alta, fins i tot més alta que els enllaços triples N–N.
L'oxigen també pot ser trivalent, per exemple en el tetrafluoroborat de trietiloxoni.

## Química
Les reaccions que formen enllaços carboni-oxigen són la reacció de Williamson, substitució nucleòfila acílica i addició electrofílica als alquens. La reacció de Paternò-Büchi implica compostos carbonílics.

## Grups funcionals de l'oxigen
Els enllaços carboni-oxigen estan presents en aquests grups funcionals:
| Classe química   | Ordre d'enllaç | Fórmula        | Fórmula estructural | Exemple              |
| ---------------- | -------------- | -------------- | ------------------- | -------------------- |
| Alcohols         | 1              | R₃C–OH         | Alcohol             | Ethanol              |
| Èters            | 1              | R₃C–O–CR₃      | Ether               | Dietilèter           |
| Peròxids         | 1              | R₃C–O–O–CR₃    | Hydroperoxide       | Di-tert-butilperòxid |
| Àcids carboxílic | 1 i 2          | R₃C–CO–OH      | Carboxylic acid     | Àcit acètic          |
| Èsters           | 1 i 2          | R₃C–CO–O–CR₃   | Ester               | Acrilat d'etil       |
| Organocarbonats  | 1 i 2          | R₃C–O–CO–O–CR₃ | Carbonate ester     | Carbonat d'etilè     |
| Cetones          | 2              | R₃C–CO–CR₃     | Ketone              | Acetona              |
| Aldehids         | 2              | R₃C–CHO        | Aldehyde            | Acroleïna            |
| Furans           | 1.5            |                | Furan               | Furfural             |
| Sals de piril·li | 1.5            |                | pyridine            | Antocià              |